# Wladimir Dmitrijewitsch Dudinzew
Wladimir Dmitrijewitsch Dudinzew (russisch Владимир Дмитриевич Дудинцев; * 16.jul. / 29. Juli 1918greg. in Kupjansk in der Oblast Charkow, Ukraine; † 23. Juli 1998 in Moskau) war ein russischer Schriftsteller.

## Biografie
Der Vater gehörte dem russischen Adel an und wurde von den Bolschewiki exekutiert. Trotz seiner adeligen Herkunft war es seinem Sohn möglich, in Moskau Rechtswissenschaft zu studieren. Im Krieg war er Kompaniekommandeur und wurde in der Schlacht um Leningrad  (St. Petersburg) schwer verwundet. Er war dann bis zum Kriegsende Militärstaatsanwalt in Sibirien. Nach dem Krieg war er Korrespondent bei der Komsomolskaja Prawda. 1956 erschien sein Roman Der Mensch lebt nicht vom Brot allein (Не хлебом единым), der literarisch Aufsehen erregte. Sowjetische Leser lobten den Roman enthusiastisch, die Literaturkritiker bejahten die kritische Offenheit, die Parteibürokratie äußerte sich empört. Der Autor selbst geriet literarisch in Verruf.
Die Tatsache, dass der Autor wegen seiner konstruktiven Kritik an der sowjetischen Wirtschaftsbürokratie während der so genannten Tauwetter-Periode viel gelesen wurde und sogar den Unwillen des sowjetischen Regierungschefs Chruschtschow erweckte, ließ den Roman berühmt werden.
1988 wurde Dudinzew nach Veröffentlichung seines zweiten Romans Weiße Gewänder (Belyje odeschdy) in Würdigung seines Schaffens mit dem Staatspreis der UdSSR ausgezeichnet. Der sowjetische Staatschef Gorbatschow hatte sich von der kommunistischen Staatsideologie abgewandt und versuchte, die Ideen der Reformer zu verwirklichen.

## Der Roman: Der Mensch lebt nicht vom Brot allein
Der Roman Der Mensch lebt nicht vom Brot allein schildert über acht Jahre die Konflikte des jungen Ingenieurs Lopatkin mit dem sowjetischen Wirtschafts- und Parteiapparat. Er hat eine Maschine zur Produktion von Gussrohren im Kreiselgussverfahren erfunden, die eine ökonomischere Produktion von Rohren verspricht. Sie entstammt allerdings seiner individuellen und nicht einer kollektiven Arbeit und widerspricht damit der sowjetischen Doktrin. 
Lopatkin lebt als Außenseiter. Er will seine Erfindung für die Produktion brauchbar machen und wendet sich mit den Konstruktionsplänen an Drosdow, den Generaldirektor eines Kombinats im sibirischen Musga. Dieser verweist auf die Möglichkeiten zur Prüfung der Vorschläge durch bestimmte staatliche Stellen. Lopatkins Eingaben werden letztlich aber immer wieder von einer innovationsfeindlichen und selbstgerechten wissenschaftlichen Kommission unter der Autorität Awdijew geprüft, die seine Vorschläge mit der Mehrheit ihrer Mitglieder ablehnt. Auf die ablehnenden Bescheide reagiert Lopatkin mit Beschwerden über die Situation, durchbricht den Kreis der entscheidenden Personen und deren Argumentation jedoch nicht. Awdijews Arbeitsgruppe realisiert zeitgleich eine eigene Gussmaschine, die aber objektiv schlechter arbeitet und von Lopatkin scharf kritisiert wird.
Lopatkin macht sich fortlaufend bei seiner Geliebten Anja unglaubwürdig, da er immer wieder den entscheidenden Durchbruch zur Realisierung seines Projekts ankündigt, ihre Distanz zu Lopatkin wird immer größer. Gleichzeitig verliebt sich Nadeshda Sergejewna (Nadja genannt), Drosdows zweite und sehr junge Ehefrau, in Lopatkin. Sie nabelt sich nach und nach von Drosdow und dessen privilegierter Stellung ab und unterstützt Lopatkin: Dieser übersiedelt von Musga nach Moskau, um näher an den entscheidenden Stellen des Polit- und Wissenschaftsapparates zu sein. Er teilt sich mit dem Professor Jewgenij Ustinowitsch, der ebenfalls ein nicht anerkannter Erfinder ist und den gleichen erfolglosen Weg durch die Institutionen gegangen ist, eine ärmliche Unterkunft. Nadja verkauft unter anderem einen teuren Nerzmantel und lässt das Geld Lopatkin zukommen.
Da sich der wissenschaftliche Rat unter Awdijew durch die anhaltenden Beschwerden unter Druck gesetzt fühlt, zeigt er Lopatkin an: Das Verfahren wird letztlich eingestellt, Lopatkins Ideen aber nicht umgesetzt. Die Armee zeigt Interesse an der Entwicklung Lopatkins Maschine und realisiert eine professionelle Fortführung und die Übernahme der Kosten. Lopatkin wird allerdings durch Formfehler bei der Ausgestaltung seiner Arbeitsgruppe – er stellt Nadja als Mitarbeiterin ein – wegen schwerem Geheimnisverrat zu Zwangsarbeit in einem Arbeitslager verurteilt. Während Lopatkin seine Haft antritt, bemüht sich der Kreis um Awdijew, sämtliche Unterlagen Lopatkins zu vernichten.
Durch eine Verschwörung zu Lopatkins Gunsten wird ein Schriftwechsel vor dem Verbrennen bewahrt und der Anklagebehörde zugeleitet. Aufgrund dieser Informationen, die im Verfahren nicht berücksichtigt wurden, wird das Urteil gegen Lopatkin aufgehoben und er rehabilitiert. Nach anderthalb Jahren aus dem Lager kommend, findet er seine Maschine von ehemaligen verbündeten Mitarbeitern erfolgreich realisiert. Die Mängel der publikumswirksam gelobten und realisierten Maschine aus der Arbeitsgruppe um Awdijew produziert inzwischen auf einem technisch gesehen viel schlechteren Niveau: Deren erheblicher Mehrbedarf an Gusseisen soll mit Hilfe der Änderung der Produktionsnorm verschleiert werden.
Anja erkennt, dass Lopatkin inzwischen mehr mit Nadja verbindet; sie zieht sich endgültig aus der Beziehung zurück und verlässt Moskau. Lopatkin wiederum bemüht sich um Nadja, die sich von Drosdow inzwischen getrennt hat, und bittet sie um ihre Hand. Mit erfolgreicher Realisierung seiner Pläne und ohne den Kampf gegen den Apparat erscheint Lopatkins Zukunft ungewiss.

## Zitat
Nach Lopatkins Rückkehr aus dem Arbeitslager sagt er zu Nadja: Das Wort ‚Freiheitsberaubung‘ ist nicht ganz richtig. Wer gelernt hat zu denken, dem kann man die Freiheit niemals gänzlich rauben.

## Werke in deutschen Übersetzungen
- Der Mensch lebt nicht vom Brot allein. 1958, Gütersloh: Bertelsmann, Übers. Ingo-Manfred Schille
- Ein Neujahrsmärchen. 1960, Frankfurt am Main: S. Fischer, Übers. Gisela Drohla
- Worte aus dem Dunkel. Erzählungen 1960, Hamburg: Nannen
- Weiße Gewänder. Roman. Volk und Welt, Berlin 1990, Übers. Erich Ahrndt und Ingeborg Schröder ISBN 3-353-00508-0